# Михаил Хаджиславчев
Михаил Хаджиславчев е български предприемач и фабрикант, собственик на пивоварната фабрика КД „Никола Хаджиславчев“ във Велико Търново, син на основателя ѝ Никола Хаджиславчев.

## Биография
Роден е през 1895 г. По семейни причини не завършва висше образование. Като запасен офицер взема участие в Първата световна война. Той е последният собственик и ръководител на пивоварната фабрика „Никола Хаджиславчев" във Велико Търново, с най-голям принос за нейното развитие и укрепване.
На 1 януари 1923 г. пивоварното дружество се пререгистрира като Командитно дружество „Никола Хаджиславчев“. Съдружници са децата на Никола Хаджиславчев – Михаил и 4-те му сестри. На 3 декември 1926 г. Михаил Хаджиславчев поема ръководството на пивоварната фабрика. След смъртта на баща му на 27 април 1927 г. семейната пивоварна продължава да се ръководи от Михаил Хаджиславчев.
Под ръководството на Михаил Хаджиславчев пивоварната се развива успешно. През 1932 г. годишното производство на бира е 8 399 163 литра, през 1933 спада на 3 699 499 и през 1934 г. – 2 949 337. От 1938 до 1944 г. производството бележи непрекъснат възход, резултат на общото стопанско оживление и направените във фабриката инвестиции. През 1938 г. се преустройва хладилната инсталация, построява се нова производствена сграда, въвеждат се нови мощности. Годишното производство на пиво нараства – през 1940 г. – 3 490 700 литра, през 1941 г. – 4 655 200 литра, през 1942 г. – 5 138 200 литра, през 1943 г. – 4 238 000 литра, през 1944 г. – 4 863 000 литра. През 1944 г. персонала на фабриката е 103 души от които 83 работници в производството, 10 технически специалисти и 10 души административен персонал.
Пивоварната създава пласментни звена в Русе, Плевен, Ловеч, Габрово и други градове. Хаджиславчев следи новостите в пивопроизводството в развитите страни – Германия, Белгия, Чехия и ги прилага при проведеното разширение на пивоварната в периода 1939 – 1943 г.
Хаджиславчев е на управителния съвет на индустриалците в България и на Ротари клуб – Велико Търново.
На 23 декември 1947 г. Народното събрание приема Закон за национализацията на частните индустриални и минни предприятия и банки. В този ден всички пивоварни фабрики са национализирани и включени в състава на Държавното индустриално обединение „Хранителна индустрия“. След национализацията през 1947 г., на 16 август 1948 г. пивоварната фабрика е преименувана на Държавна пивоварна фабрика „Балкан“.
Михаил Хаджиславчев умира през 1962 г.